# Lijst van voetbalinterlands Japan - Maleisië
Deze lijst van voetbalinterlands is een overzicht van alle officiële voetbalwedstrijden tussen de nationale teams van Japan en Maleisië. De landen hebben tot op heden 22 keer tegen elkaar gespeeld. De eerste ontmoeting, een vriendschappelijke wedstrijd, werd gespeeld in Kuala Lumpur op 28 december 1958. Het laatste duel, eveneens een vriendschappelijke wedstrijd, vond plaats op 7 februari 2004 in Kashima.

## Wedstrijden
| №  | Plaats       | Datum            | Competitie                 | Wedstrijd        | Uitslag |
| -- | ------------ | ---------------- | -------------------------- | ---------------- | ------- |
| 1  | Kuala Lumpur | 28 december 1958 | Vriendschappelijk          | Malakka − Japan  | 6 − 2   |
| 2  | George Town  | 4 januari 1959   | Vriendschappelijk          | Malakka − Japan  | 1 − 3   |
| 3  | Tokio        | 28 mei 1961      | Vriendschappelijk          | Japan − Malakka  | 3 − 2   |
| 4  | Kuala Lumpur | 2 augustus 1961  | Vriendschappelijk          | Malakka − Japan  | 3 − 2   |
| 5  | Kuala Lumpur | 8 augustus 1962  | Vriendschappelijk          | Malakka − Japan  | 2 − 2   |
| 6  | Kuala Lumpur | 8 augustus 1963  | Vriendschappelijk          | Malakka − Japan  | 3 − 4   |
| 7  | Kuala Lumpur | 27 maart 1965    | Vriendschappelijk          | Maleisië − Japan | 1 − 1   |
| 8  | Bangkok      | 14 december 1966 | Aziatische Spelen 1966     | Japan − Maleisië | 1 − 0   |
| 9  | Bangkok      | 10 december 1970 | Aziatische Spelen 1970     | Japan − Maleisië | 1 − 0   |
| 10 | Kuala Lumpur | 22 juli 1972     | Vriendschappelijk          | Maleisië − Japan | 3 − 1   |
| 11 | Teheran      | 5 september 1974 | Aziatische Spelen 1974     | Maleisië − Japan | 1 − 1   |
| 12 | Kuala Lumpur | 2 augustus 1975  | Vriendschappelijk          | Maleisië − Japan | 2 − 0   |
| 13 | Kuala Lumpur | 20 augustus 1976 | Vriendschappelijk          | Maleisië − Japan | 2 − 2   |
| 14 | Kuala Lumpur | 22 augustus 1976 | Vriendschappelijk          | Maleisië − Japan | 2 − 0   |
| 15 | Kuala Lumpur | 21 juli 1978     | Vriendschappelijk          | Maleisië − Japan | 4 − 1   |
| 16 | Kuala Lumpur | 27 juni 1979     | Vriendschappelijk          | Maleisië − Japan | 1 − 1   |
| 17 | Kuantan      | 8 februari 1981  | Vriendschappelijk          | Maleisië − Japan | 0 − 1   |
| 18 | Kuala Lumpur | 10 februari 1981 | Vriendschappelijk          | Maleisië − Japan | 1 − 1   |
| 19 | Daegu        | 19 juni 1981     | Vriendschappelijk          | Japan − Maleisië | 2 − 0   |
| 20 | Kuala Lumpur | 30 augustus 1981 | Vriendschappelijk          | Maleisië − Japan | 0 − 2   |
| 21 | Kuala Lumpur | 11 april 1988    | Azië Cup 1988 kwalificatie | Maleisië − Japan | 1 − 0   |
| 22 | Kashima      | 7 februari 2004  | Vriendschappelijk          | Japan − Maleisië | 4 − 0   |

## Samenvatting
| Competitie            | Totaal gespeeld | Winst Japan | Gelijk | Winst Maleisië | Doelsaldo Japan – Maleisië |
| --------------------- | --------------- | ----------- | ------ | -------------- | -------------------------- |
| Azië Cup-kwalificatie | 1               | 1           | 0      | 0              | 1 − 0                      |
| Aziatische Spelen     | 3               | 2           | 1      | 0              | 3 − 1                      |
| Vriendschappelijk     | 18              | 7           | 5      | 6              | 32 − 33                    |
| Totaal                | 22              | 10          | 6      | 6              | 36 − 34                    |

JFA · A-Internationals · Selecties · Bondscoaches · Statistieken · Olympisch elftal · Japans vrouwenelftal · Japan U21 · Japan U20 · Japan U19 · Japan U18 · Japan U17
1910 – 1949 · 
1950 – 1959 · 
1960 – 1969 · 
1970 – 1979 · 
1980 – 1989 · 
1990 – 1999 · 
2000 – 2009 · 
2010 – 2019 · 
2020 – 2029
CC 1995 · 
CC 2001 · 
CC 2003 · 
CC 2005
WK 1998 · 
WK 2002 · 
WK 2006 · 
WK 2010 · 
WK 2014 · 
WK 2018
OS 1936 · 
OS 1956 ·
OS 1964 · 
OS 1968 · 
OS 1996 ·
OS 2000 ·
OS 2004 ·
OS 2008 ·
OS 2012 ·
OS 2016 ·
OS 2020
1917 · 
1918 · 1919 · 
1921 · 
1922 · 
1923 · 
1924 · 
1925 · 
1926 · 
1927 · 
1928 · 1929 · 
1930 · 
1931 · 1932 · 1933 · 
1934 · 
1935 · 
1936 · 
1937 · 1938 · 
1939 · 
1940 · 
1941 · 
1942 · 
1943 – 1950 · 
1951 · 
1952 · 1953 · 
1954 · 
1955 · 
1956 · 
1957 · 
1958 · 
1959 · 
1960 · 
1961 · 
1962 · 
1963 · 
1964 · 
1965 · 
1966 · 
1967 · 
1968 · 
1969 · 
1970 · 
1971 · 
1972 · 
1973 · 
1974 · 
1975 · 
1976 · 
1977 · 
1978 · 
1979 · 
1980 · 
1981 · 
1982 · 
1983 · 
1984 · 
1985 · 
1986 · 
1987 · 
1988 · 
1989 · 
1990 · 
1991 · 
1992 · 
1993 · 
1994 · 
1995 · 
1996 · 
1997 · 
1998 · 
1999 · 
2000 · 
2001 · 
2002 · 
2003 · 
2004 · 
2005 · 
2006 · 
2007 · 
2008 · 
2009 · 
2010 · 
2011 · 
2012 · 
2013 · 
2014 · 
2015 ·
2016 ·
2017 ·
2018 ·
2019 ·
2020 ·
2021 ·
2022
Afghanistan ·
Angola ·
Argentinië ·
Australië ·
Azerbeidzjan · 
Bahrein ·
Bangladesh ·
België ·
Bolivia ·
Bosnië en Herzegovina ·
Brazilië ·
Brunei ·
Bulgarije ·
Cambodja ·
Canada ·
Chili ·
China ·
Colombia ·
Costa Rica ·
Cyprus ·
Denemarken ·
Duitsland ·
Ecuador ·
Egypte ·
El Salvador ·
Engeland ·
Filipijnen ·
Finland ·
Frankrijk ·
Ghana ·
Griekenland ·
Guatemala ·
Haïti ·
Honduras ·
Hongarije ·
Hongkong ·
IJsland ·
India ·
Indonesië ·
Irak ·
Iran ·
Israël ·
Italië ·
Ivoorkust ·
Jamaica ·
Jemen ·
Joegoslavië ·
Jordanië ·
Kameroen ·
Kazachstan ·
Kirgizië ·
Koeweit ·
Kroatië ·
Letland ·
Luxemburg ·
Macau ·
Maleisië ·
Mali ·
Malta ·
Mexico ·
Mongolië ·
Montenegro ·
Myanmar ·
Nederland ·
Nepal ·
Nieuw-Zeeland ·
Nigeria ·
Noord-Korea ·
Noorwegen ·
Oekraïne ·
Oezbekistan ·
Oman ·
Oostenrijk ·
Pakistan ·
Palestina ·
Panama ·
Paraguay ·
Peru ·
Polen ·
Qatar ·
Roemenië ·
Rusland ·
Saoedi-Arabië ·
Schotland ·
Senegal ·
Servië ·
Servië en Montenegro ·
Singapore ·
Slowakije ·
Sovjet-Unie ·
Spanje ·
Sri Lanka ·
Syrië ·
Tadzjikistan ·
Taiwan ·
Thailand ·
Togo ·
Trinidad en Tobago ·
Tsjechië ·
Tunesië ·
Turkije ·
Turkmenistan ·
Uruguay ·
Venezuela ·
Verenigde Arabische Emiraten ·
Verenigde Staten ·
Vietnam ·
Wales ·
Wit-Rusland ·
Zambia ·
Zuid-Afrika ·
Zuid-Jemen ·
Zuid-Korea ·
Zuid-Vietnam ·
Zweden ·
Zwitserland
Australië (2006) · 
Brazilië (2006) · 
België (2018) · 
Colombia (2014) · 
Colombia (2018) ·
Denemarken (2010) ·
Duitsland (2022) · 
Frankrijk (2001) · 
Griekenland (2014) · 
Ivoorkust (2014) · 
Kameroen (2010) · 
Kroatië (2006) · 
Nederland (2010) ·
Polen (2018) ·
Senegal (2018) ·
Spanje (2022)
FAM · 
A-internationals · 
Maleisisch vrouwenelftal
Afghanistan ·
Algerije ·
Australië ·
Bahrein ·
Bangladesh ·
Bhutan ·
Bosnië en Herzegovina ·
Brazilië ·
Brunei ·
Cambodja ·
Canada ·
China ·
Engeland ·
Fiji ·
Filipijnen ·
Finland ·
Ghana ·
Hongkong ·
India ·
Indonesië ·
Irak ·
Iran ·
Israël ·
Jamaica ·
Japan ·
Jemen ·
Jordanië ·
Kenia ·
Kirgizië ·
Koeweit ·
Laos ·
Lesotho ·
Libanon ·
Liberia ·
Libië ·
Liechtenstein ·
Macau ·
Malediven ·
Marokko ·
Mongolië ·
Myanmar ·
Nepal ·
Nieuw-Zeeland ·
Noord-Korea ·
Oezbekistan ·
Oman ·
Oost-Timor ·
Pakistan ·
Palestina ·
Papoea-Nieuw-Guinea ·
Qatar ·
Saoedi-Arabië ·
Salomonseilanden ·
Senegal ·
Singapore ·
Sri Lanka ·
Syrië ·
Tadzjikistan ·
Taiwan ·
Thailand ·
Turkije ·
Turkmenistan ·
Uruguay ·
Verenigde Arabische Emiraten ·
Vietnam ·
Zuid-Korea ·
Zuid-Vietnam ·
Zweden